# Iglesia de San Agustín (Pamplona)
La Iglesia de San Agustín es una iglesia parroquial del Casco Antiguo de Pamplona, en la Navarrería, Navarra. Levantada en el mismo solar donde se instalara el antiguo convento de los agustinos calzados, del siglo XIV, su torre y fachada actual, reconstruida entre 1897-1900, le otorga una apariencia contemporánea debido al estilo neorrománico empleado que enmascara su antigüedad de estilo gótico tardío y renacentista. Con todo, fue declarada como parroquia el 30 de junio de 1880 pasando a ser la quinta parroquia de Pamplona tras las de San Juan Bautista (ya extinguida), San Saturnino, San Nicolás y San Lorenzo. Poco después se les sumaría la situada en la Rochapea, El Salvador. Sobre el solar ocupado por el antiguo convento se levantó el telar de Álvaro Galbete, luego convertido en el cine Proyecciones, renombrado como Novedades y actualmente sede de la Escuela Navarra de Teatro; junto a este local se había levantado en 1909 el frontón Euskal-Jai, ya desaparecido (2004) y reemplazado por un centro de ocio.

## Ubicación
Está situado en la calle San Agustín, justo en la esquina donde confluyen la calle conocida como Bajada de Javier con la calle San Agustín continuación de la calle Caldereria que desde este cruce cambia de nombre hasta llegar a la calle Juan de Labrit.

## Historia
Ya en 1350 se tiene noticia de la existencia en la Navarrería del «barry de Sant Agustín» donde moraban los «freyres» o religiosos de esa orden. En ese "barrio" se censaban 10 fuegos en el cobro del impuesto del monedaje de 1350. La iglesia perteneció a los agustinos calzados, que fundaron el convento de esta ciudad el año 1355 y que, de manera paulatina, obtuvieron el apoyo del rey Carlos II con donaciones para la obra (1381, 1385 y 1391), y Carlos III, 25 cahíces de trigo para una capellanía.

### Garcilaso de la Vega
Entre los sucesos ocurridos en dicho convento, voy a mencionar sólo el siguiente, por la calidad del personaje. Por cédula del emperador Carlos I, librada el 6 de septiembre de 1523, con el refrendo del secretario Francisco de los Cobos, se hizo merced del hábito de Santiago a Garcilaso de la Vega, encargando a Pedro de Toledo, marqués de Villafranca y comendador de Monreal, que le armara caballero. Se celebró la ceremonia en el convento de San Agustín de Pamplona, el jueves 11 de noviembre del mismo año de 1523. Bendijo el hábito e insignias Jorge Morales, Capellán de S. M. y Caballero de la misma Orden, quien, junto con Pedro de Toledo, firmó el acta conservada, junto con la cédula firmada del emperador, en los archivos del Duque del Infantado. Figura también como testigo de la ceremonia, el conde de Palma, Luis Portocarrero, Caballero de Santiago y pariente de Garcilaso. En recuerdo a este acontecimiento existe una placa conmemorativa en la fachada de la iglesia que, además de la traducción al euskera, dice en español:

En esta iglesia de San Agustín fue armado caballero Garcilaso de la Vega, el 11 de noviembre de 1523.

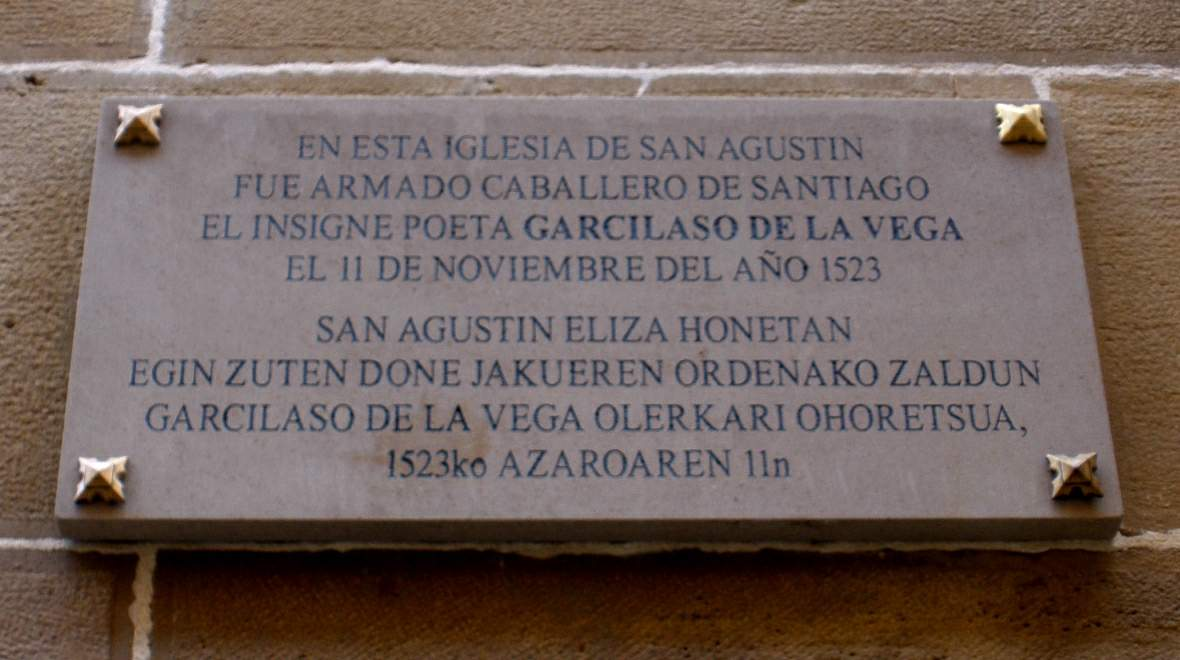
El honorable poeta Garcilaso De La Vega fue nombrado Caballero de la Orden de Santiago en esta iglesia de San Agustín el 11 de noviembre de 1523.

A juicio del académico Francisco Rafael de Uhagón y Guardamino, marqués de Laurencín, el motivo de que se celebrar en Pamplona la ceremonia del cruzamiento de Garcilaso pudo deberse al contexto histórico del momento cuando el poeta participaba en la guerra contra los franceses que habían invadido Navarra; así lo corrobora el testamento otorgado en Barcelona el 25 de julio de 1529, antes de partir hacia Italia, en el que manifiesta Garcilaso que había participado en la toma de Fuenterrabía y Salvatierra, y, al mismo tiempo, encarga a un amigo suyo de Pamplona, pague una deuda que él tenía en esta capital, según afirmó José María Huarte Jáuregui. En 1758 dio Fernando VI un decreto por el que ordenaba que los santiaguistas debían cumplir con Pascua en la iglesia de San Agustín, con capas y mantos capitulares, o en comunidad con los demás caballeros.
Puesto que la parroquia de la Navarrería parecía pequeña para dar cabida a todos los vecinos del barrio, esta iglesia contó con el favor popular hasta el punto de convertirse en sede de varias cofradías (silleros y cordoneros) y hermandades (Hermandad de los Dolores y Hermandad del Pilar).
En el siglo XVIII consta como prior del convento fray Diego Tadeo González, poeta de la escuela salmantina y autor del poema «El murciélago alevoso».
Durante la ocupación francesa de la ciudad el convento experimentó la primera exclaustración a manos de las tropas napoleónicas. Hasta 1823 no regresará la comunidad agustina al mismo.

### Desamortización
El año 1837 clausuró el Gobierno esta iglesia y expulsó del convento a los Agustinos Calzados. Se mantuvo la celebración del culto en la iglesia aunque el convento fue vendido. Durante la tercera guerra carlista (1872-1876) se destinó la misma a almacén de provisiones del ejército isabelino, y hasta los carros entraban en ella como pudieran hacerlo en cualquier carretera.

### Parroquia
Por auto episcopal de fecha de 30 de junio en 1880 fue declarada parroquia, celebrándose la misa de inauguración el domingo día 3 de julio.
Su primer párroco ecónomo fue Félix Navarro, que desempeñó el cargo hasta el día 15 de septiembre de 1883, fecha en la que fue nombrado párroco propio Modesto Pérez Aoiz, fallecido el 14 de julio de 1920. El 7 de noviembre de este año le reemplazó Agapito Boj Azcoiti, que, a su vez, falleció el 11 de agosto de 1933. Durante las dos interinidades regentó la parroquia Manuel Aldaz. El 27 de agosto de 1933 fue designado el actual párroco Luis Idoy.
Hasta 1934 fueron organistas de esta parroquia Eugenio Arboniés, Daniel Piudo Zubiri, Félix Pérez de Zabalza y Arturo Elía Glück.
En sus libros parroquiales figura como primer bautizado en ella, Agustín Badostáin Viduales; primer fallecido, Narciso Expósito, y primer matrimonio, Juan Cruz y Antonia F. Jiménez.

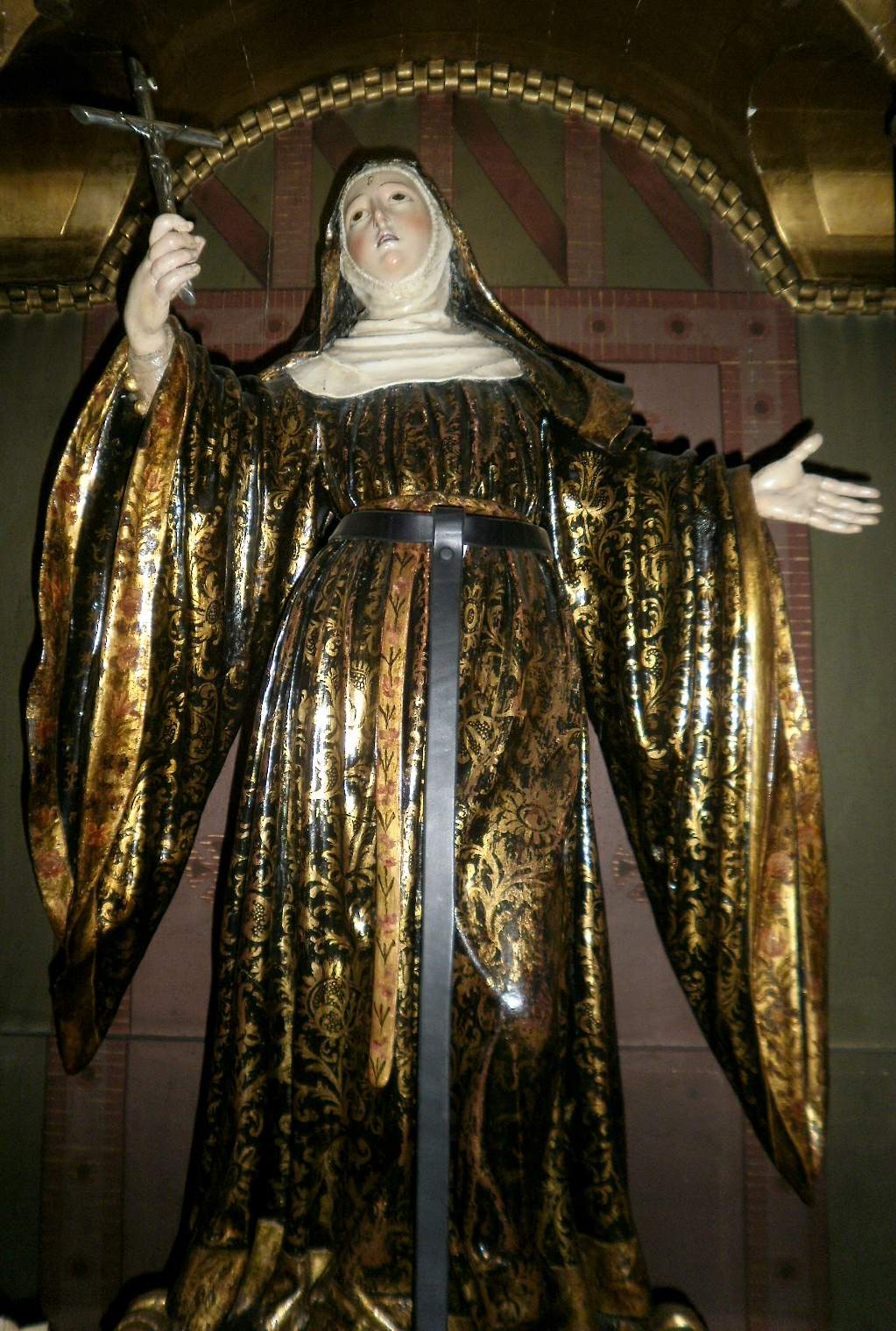
Imagen de Santa Rita en el retablo a ella dedicado.

## Descripción
Con la asunción de su nueva función parroquial, en 1881 se encarga al maestro albañil Luis Vergara y al carpintero José Andreu, vecinos de Pamplona, una revisión general del conjunto arquitectónico fruto de la cual se decide la sustitución del pavimento, derribo de la torre y realización de reparaciones en tejados, coro y sacristía así como del enlucido.

### Exterior
Es realmente magnífico el aspecto de esta iglesia gótico-renacentista, después de las reformas hechas interior y exteriormente. La portada fue construida posteriormente, fruto de la restauración realizada desde 1887 a 1900, buscando mantener el estilo medieval. Según el historiador Juan José Martinena Ruiz, «la antigua fachada era de ladrillo, muy sencilla, y remataba en un modesto campanario de espadaña.»
En noviembre de 1899 y en agosto de 1900 se levantaron la torre y la fachada, siguiendo planos, y bajo la dirección, del arquitecto diocesano Florencio Ansoleaga, realizando las obras Beltrán Argal y su hijo. Tanto la torre como la fachada son una manifestación de estilo neorrománico. El presupuesto de las obras fue de 125.803 pesetas incluyendo el coste de cinco vidrieras Maumejean y un reloj de precisión. La mayor de las campanas fue sufragado por Tomasa Ojer.

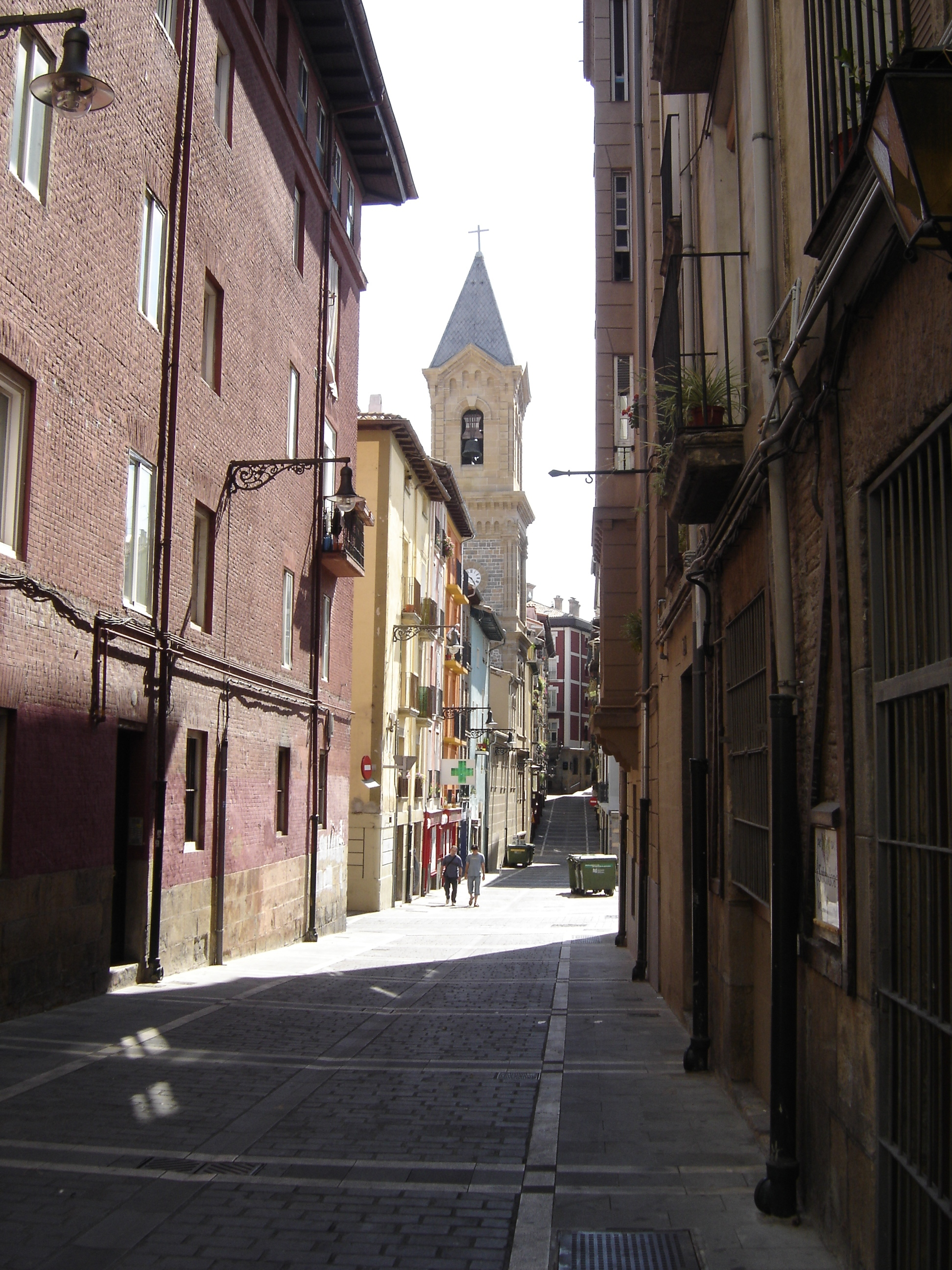
La Bajada de Javier y la vista del campanario de la iglesia de San Agustín desde la calle Dormitaleria.
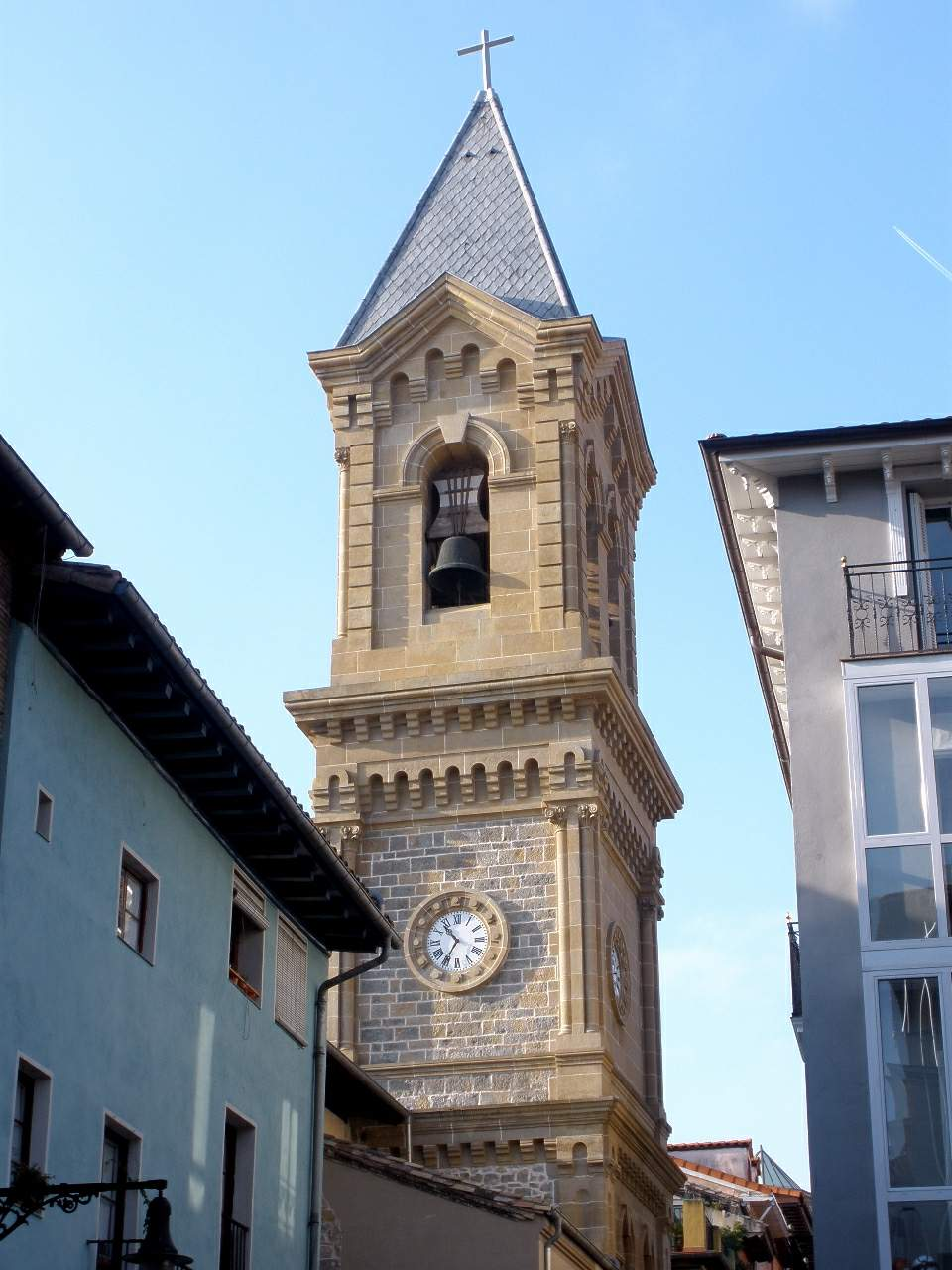
El campanario.
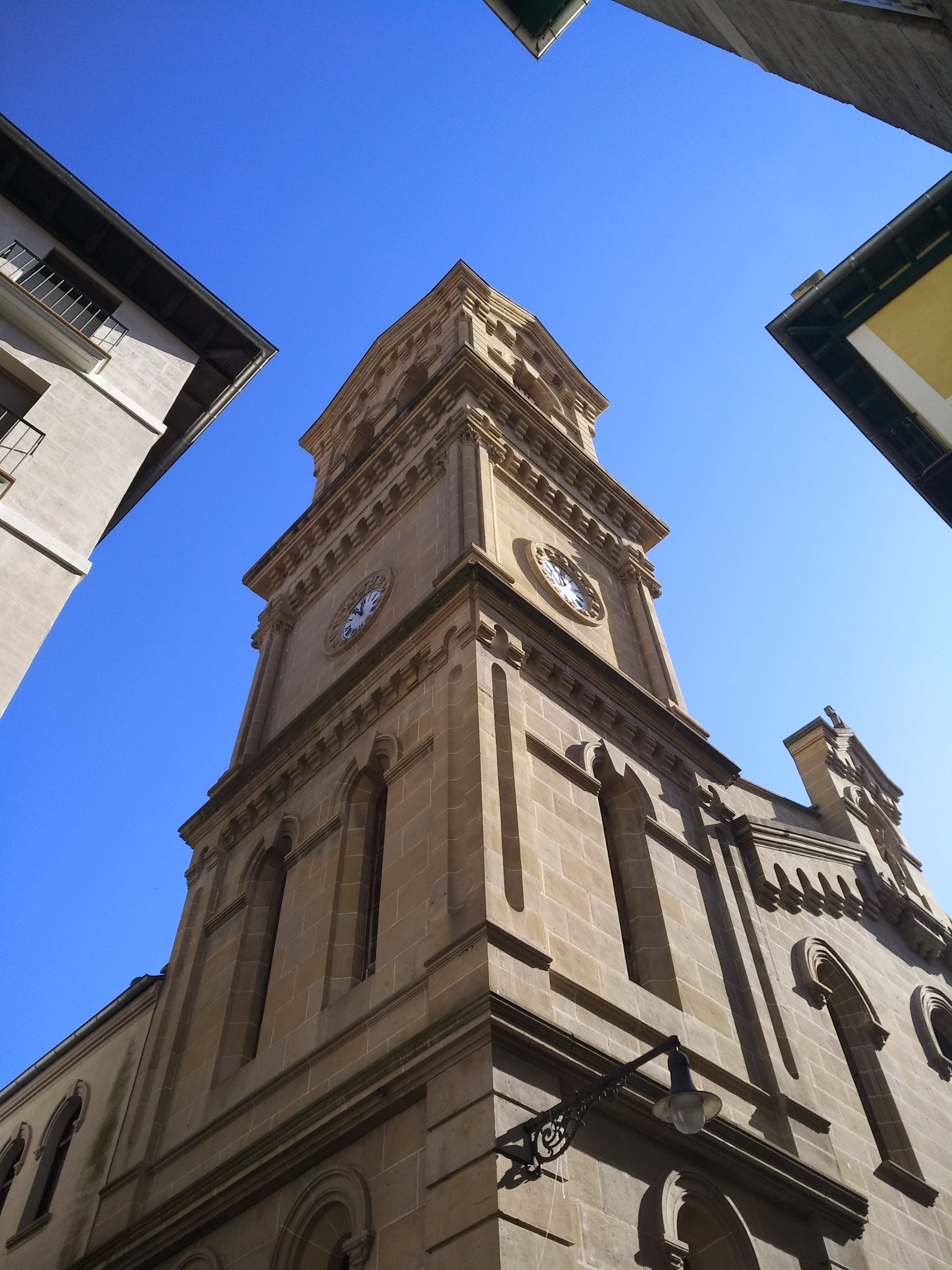
Torre.
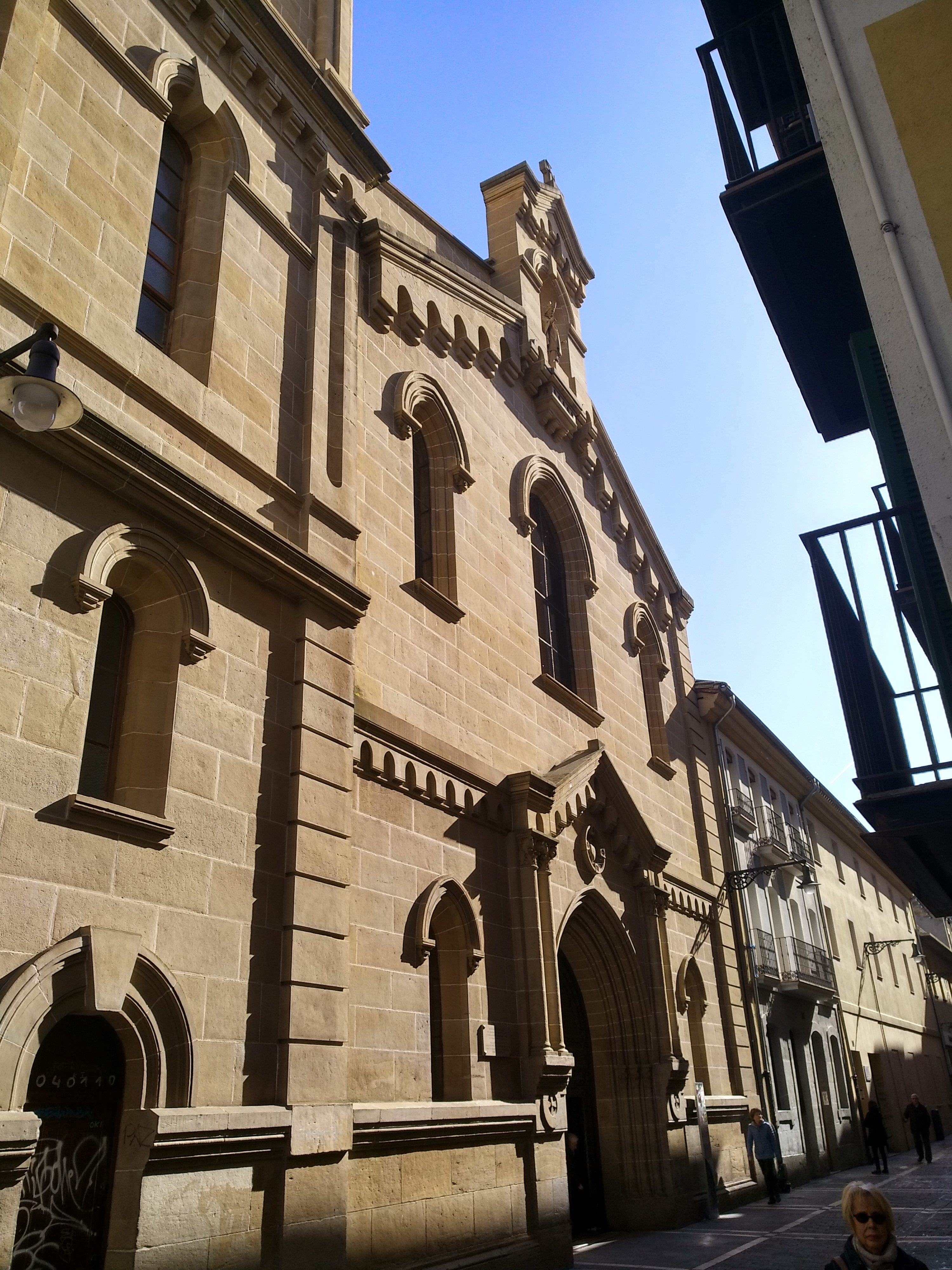
Fachada.
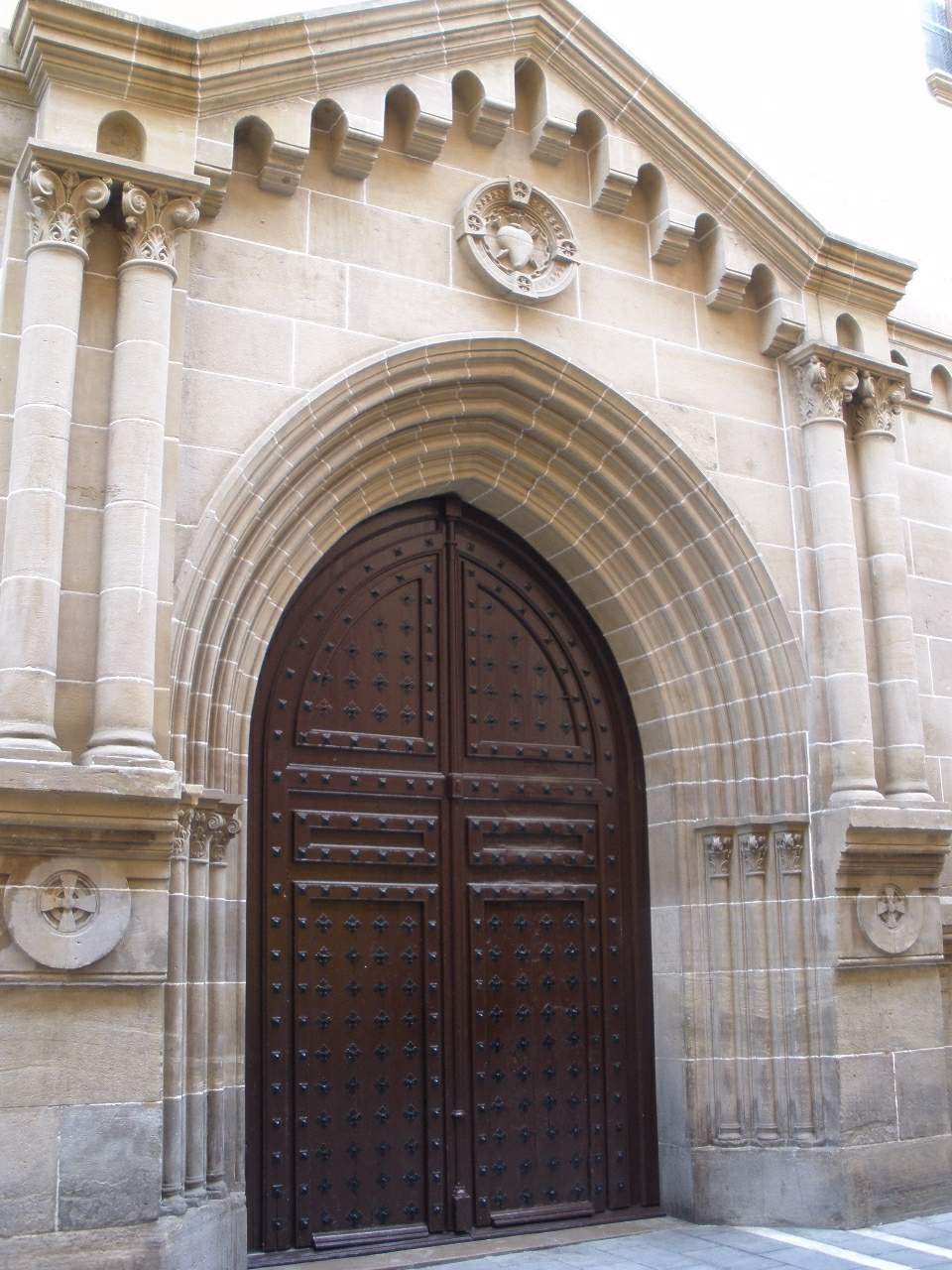
Portada.

### Interior
El edificio dibuja «una planta de las llamadas de salón», con una nave amplia cubierta con bóvedas de terceletes de estilo gótico, presentando a cada lado de la nave tres capillas respectivamente, y otras dos más debajo del coro situado sobre la puerta de acceso. Las capillas, al igual que la nave, están cubiertas por bóvedas de terceletes más sencillas. En el presbiterio se traza un ábside de planta trapezoidal que, a la altura del último cuerpo del retablo, pasa mediante dos elegantes trompas en forma de concha, de tres a cinco planos. Los arcos fajones son ojivales, con platabanda oldurada, lo mismo que el arco del ábside, mientras que ios que dan paso a las capillas, son de medio punto, sin decoración alguna. Las ventanas de ia iglesia son lobuladas, de tipo flamígero.
En la decoración del interior de la iglesia destacan los altares de la Purísima y San Francisco Javier, situados a ambos lados del altar mayor, la capilla de Santa Rita, la capilla de la Virgen del Carmen, la capilla del Cristo Alzado, la capilla del Ángel de la Guarda, la capilla del Sagrado Corazón, la capilla de San Antonio y la capilla de San José.

#### Altares
Se construyó el altar mayor por suscripción (como la torre y fachada), por los acreditados industriales de Pamplona Artieda y Arrieta, siendo inaugurado en la misa de Navidad del año 1915. Por encargo de la Asociación de San Luis Gonzaga, en 1916 construyó la renombrada casa F. Istúriz los dos altares laterales del mayor, y poco hace que dicho escultor hizo también el altar de Santa Rita. La Hermandad de la Pasión del Señor ha reformado su capilla, hoy de efecto sorprendente; se instaló también la calefacción en esta iglesia; y como éstas sería fácil enumerar otras reformas. 

#### Altar de San Francisco Javier
Posee un altar en el que se venera una imagen del insigne navarro el Apóstol de las Indias, inaugurado el 28 de febrero de 1886, con motivo de haberse erigido canónicamente en esta iglesia la Archicofradia de San Francisco Javier. Con tal motivo y tras haberse celebrardo una masiva peregrinación al Castillo de Javier el 5 de marzo de 1886, se realizaron varios actos en la parroquia de San Agustín durante los días 26, 27 y 28 de febrero de este año, y se le puso nombre, en homenaje al santo, a la calle de Javier.
Se celebró por iniciativa del párroco de San Agustín, Modesto Pérez Aoiz, y de la Junta organizadora de la peregrinación formada por Luis Elío, Deán de la catedral, Dámaso Legaz, canónigo Lectoral, Juan Pina, catedrático del Seminario diocesano, Pablo Jaurrieta, Leoncio Ubillos y Juan Iturralde y Suit. La peregrinación había salido de Pamplona en la mañana del 4 de marzo, en carruajes, y regresado el día 6 de igual forma.

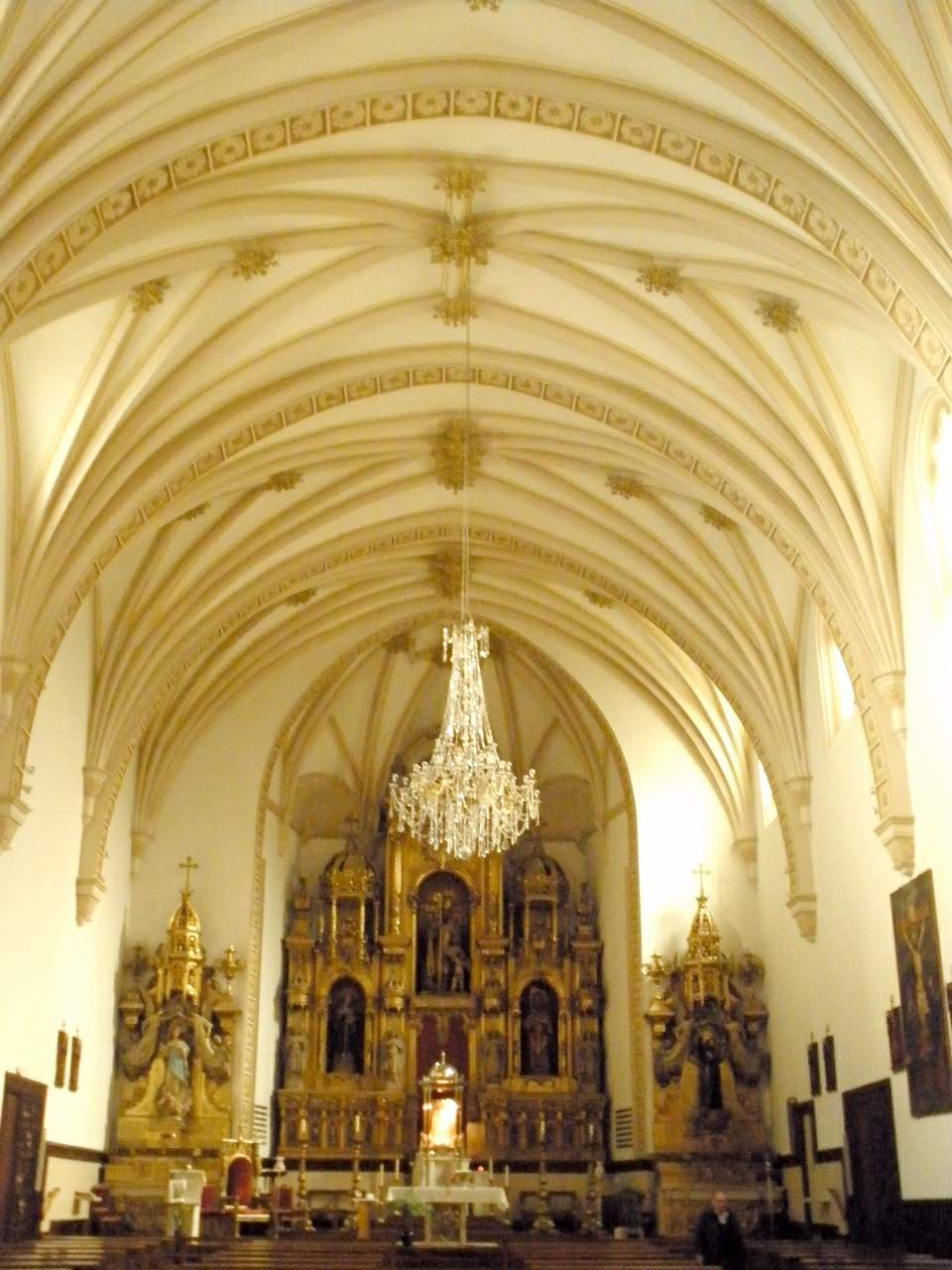
Interior.
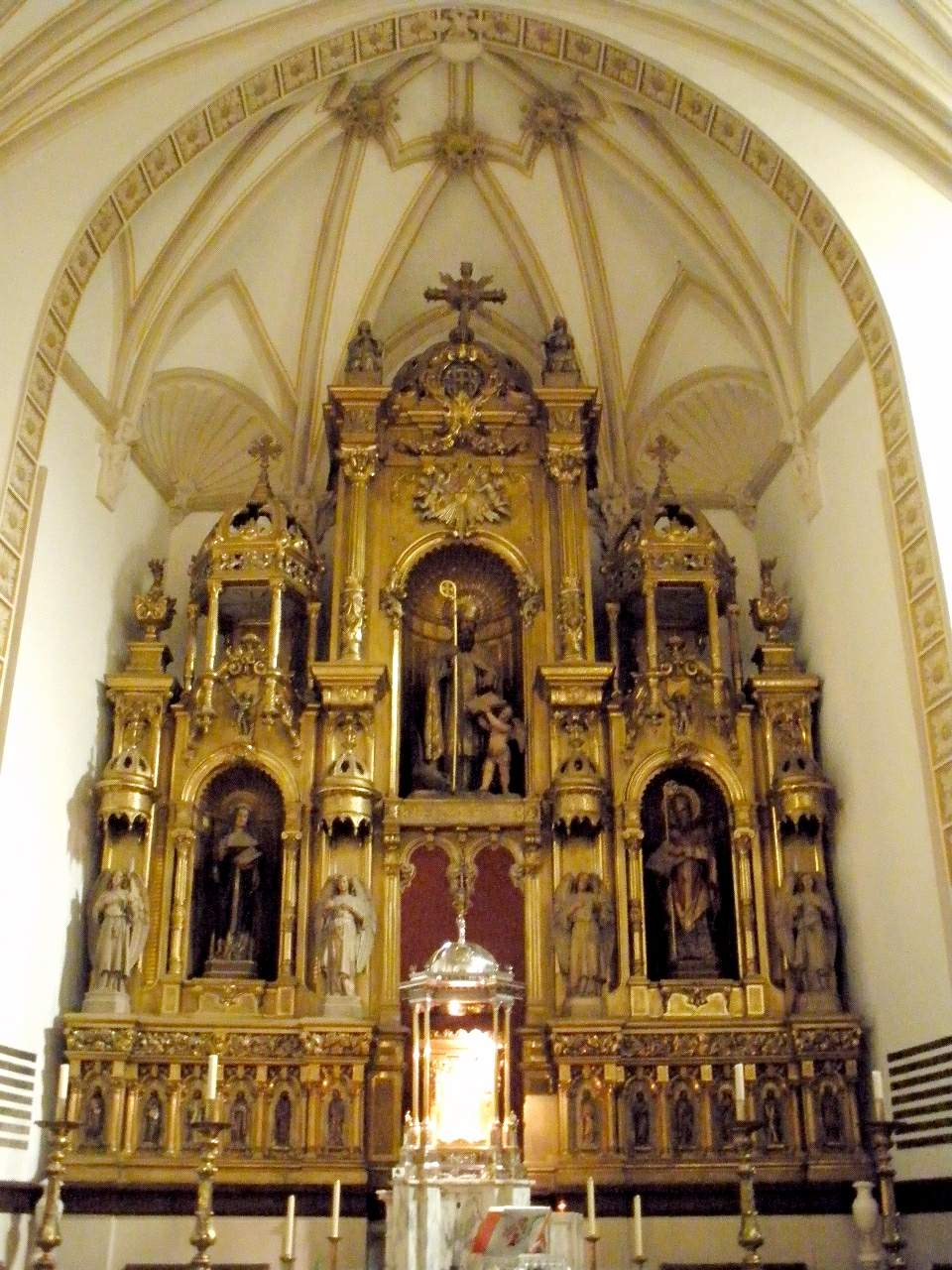
Retablo del altar mayor.
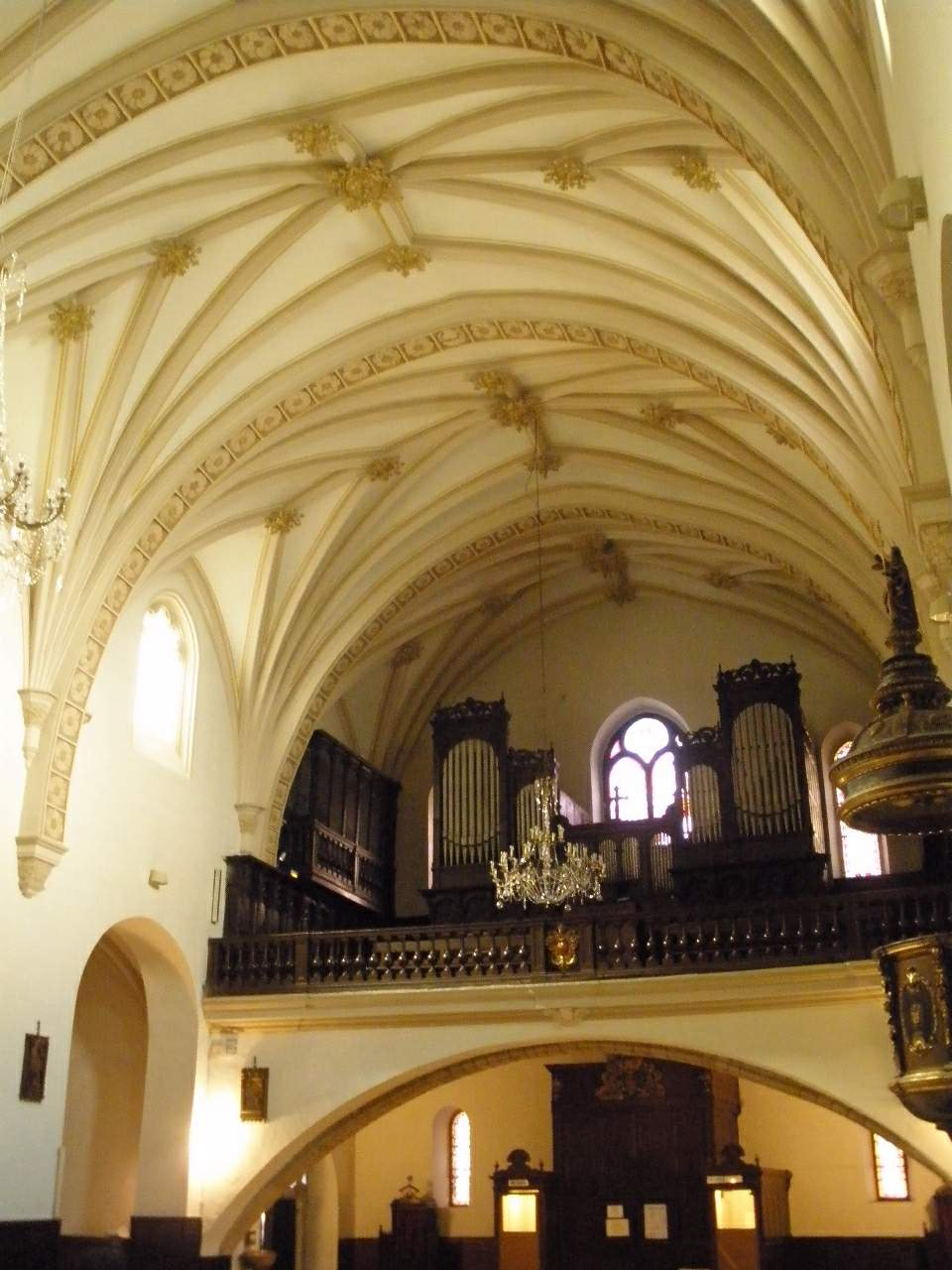
Coro y órgano.
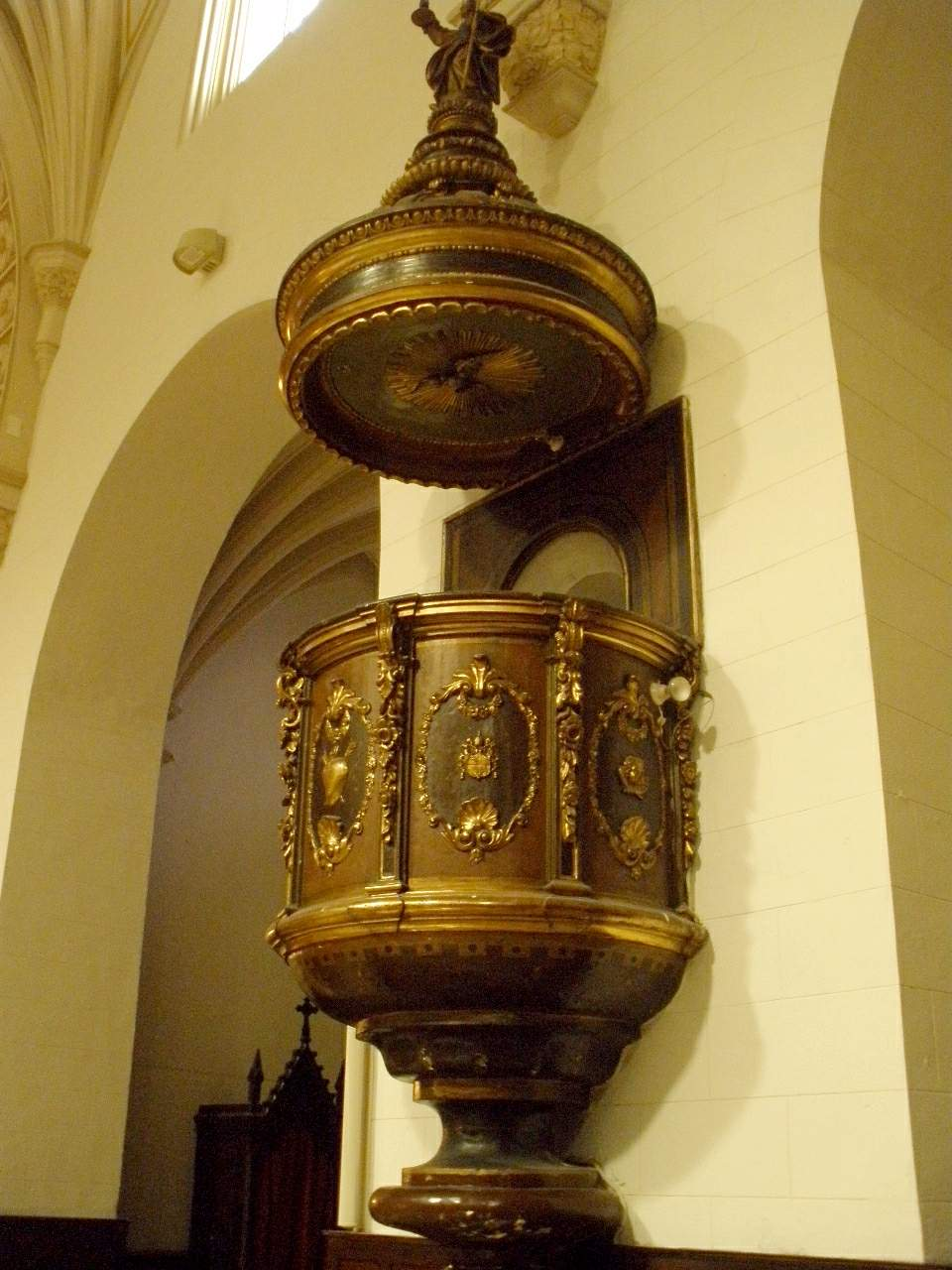
Púlpito.
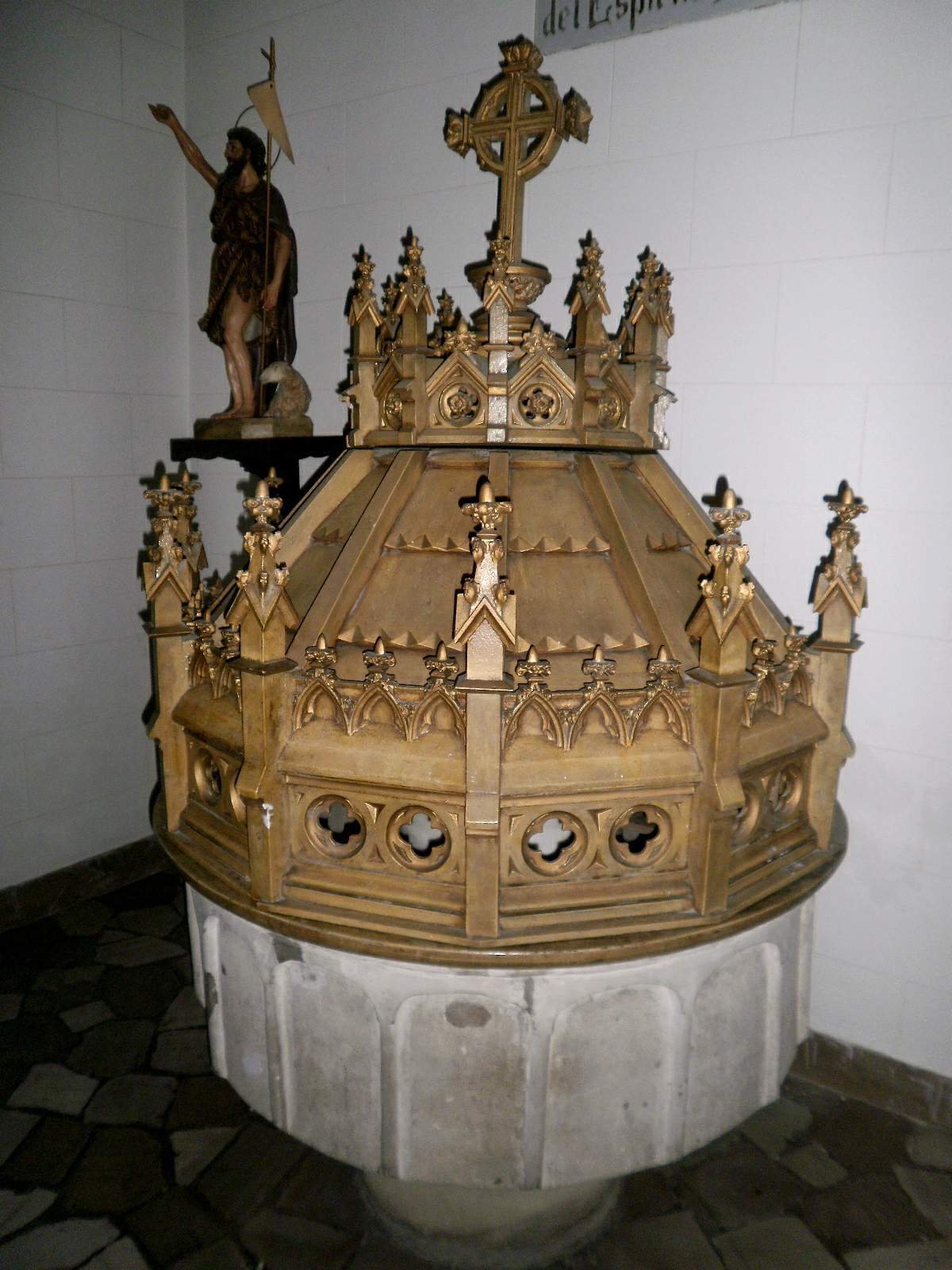
Pila bautismal.

#### Pila bautismal
Contiene la iglesia una pila bautismal gótica muy antigua procedente la iglesia de San Saturnino que había colocado una pila bautismal nueva. la junta siete veces secular llamada "Obrería" al cesar en sus funciones, a solicitud del obispo José Oliver, cedió esta pieza a la nueva parroquia.

#### Órgano
El día 28 de agosto de 1934, festividad de San Agustín, se bendecía el nuevo órgano construido por el organero Juan Dourte, de Bilbao, quien una vez más ha demostrado su exquisito arte y refinado gusto en una obra tan complicada en el montaje de sus piezas y afinación de sus múltiples voces. La nueva adquisición, instalada en el coro, hizo necesarias una serie de reformas. Todos estos gastos ascendieron a unas 50.000 pesetas.

#### Otros elementos
El suelo del templo fue entarimado por José Andreu. 
Como recuerdo de los Agustinos se conservan dos ternos:
- uno blanco, de seda, llamado de "tripas" al ser comprado por un lego cocinero con el dinero sisado durante las compras de comestibles para la comunidad conventual, y que le ofreció al superior el día de su cumpleaños, y
- otro encarnado, tejido en seda y plata; un juego de seis candeleros y crucifijo plateado, para el altar mayor, y una imagen de Ntra. Sra. de la Consolación, con cara y manos de marfil.

Como muestra de la devoción de los feligreses distintos elementos se fueron incorporando:
- la campana grande, fue regalada por Tomasa Ojer;
- el frontal del altar mayor y gradería, de plata Meneses, fue donativo de su primer párroco Modesto Pérez Aoiz;
- el trono de plata, también de este párroco y Félix Ubillos;
- seis capas de tisú, del mencionado párroco Pérez Aoiz;
- el comulgatorio fue donado por Severina Bidegáin;
- tres albas, bordadas primorosamente por las MM. Adoratrices de Pamplona, fueron donados por los sobrinos de la mencionada señora Landa.

Un recuerdo de gratitud para los señores sacerdotes, feligreses y colaboradores de la Congregación de San Luis Gonzaga, que desde su fundación han contribuido al resurgimiento de esta iglesia, el "benjamín" de las parroquias de Pamplona.

## Celebraciones
Anualmente en esta iglesia se celebra el servicio conocido como el Voto de las Cinco Llagas, una tradición muy arraigada y popular en la ciudad.